# Labyrint
 For alternative betydninger, se Labyrint (flertydig). (Se også artikler, som begynder med Labyrint)
En labyrint er et indviklet gangsystem, hvor man nemt farer vild. Ifølge græske sagn var Dobbeltøksepaladset i Knossos på Kreta den bygning, Daidalos opførte for kong Minos, og hvor uhyret Minotauros lurede i labyrintens gange. Uhyret blev dræbt af Theseus, der fandt vejen ud ved hjælp af Ariadnes tråd. Labyrinten fra myten findes afbildet på mønter fra Knossos. Senere hed det sig, at labyrinten var et stenbrud med gange i bjerget ved Gortyn på Kreta. Grækerne overførte ordet til andre bygninger med en indviklet grundplan; og Herodot bruger det om farao Amenemhet den Trejes enorme anlæg i Fayyum.

## Ordet
Ordet "labyrint" stammer fra et førgræsk sprog, der blev optaget i klassisk græsk, forbundet med labrys (= dobbeltøkse), som var symbol på kongelig magt. Det passer med teorien om, at den oprindelige labyrint var det kongelige palads i Knossos. Labyrint kan således oversættes med "Dobbeltøksens palads". Ordet kom ind i engelsk tidligt i 1400-tallet som synonym for maze. Som navn på strukturen i det indre øre har ordet labyrint været benyttet siden 1690'erne.

## Typer
Ifølge The Labyrinth Society kan labyrinter opdeles i tre typer:
- Klassiske
- Middelalderlige
- Andre

## Historie
Det ældst kendte eksempel på labyrinter er små sten med mønster, helleristninger, som er mere end 3.000 år gamle. Disse spirallabyrinter forekommer fra Syrien i øst til Irland i vest.
Plinius den ældre omtaler fire oldtidslabyrinter: Den i Knossos på Kreta, den på Lemnos, den egyptiske i Fayyum og den italienske.
Den egyptiske labyrint var egentlig ingen labyrint, men den bygning, der blev rejst i tilknytning til farao Amenemhet den Tredjes pyramide ved Hawara. Siden romertiden blev labyrinten uheldigvis benyttet som stenbrud, så intet er bevaret. Strabo har dog beskrevet "et palads, sammensat af lige mange mindre paladser, som der engang fandtes provinser". Herodot talte 12 gårdspladser og omtaler krypter viet til den hellige krokodille Sobek, som også Plinius den ældre omtaler.
Herodot skriver: "Også pyramiderne er overvældende konstruktioner, hver af dem tilsvarende mange af Grækenlands mest ambitiøse bygværker; men labyrinten overgår dem. Den har 12 overbyggede gårdsrum – seks på rad mod nord, seks mod syd". Videre: "Indvendigt er bygningen i to højder og indeholder 3.000 værelser, hvoraf halvparten er under jorden, og den anden halvpart lige over."
De egyptiske vagter nægtede ham adgang til de underjordiske kamre, fordi disse indeholdt gravene efter de konger, som fik labyrinten bygget, samt de hellige krokodillers grave. Men de øverste værelser måtte han godt se, "og det er svært at tro, at de er skabt af mennesker; de forbløffende, intrikate passager fra værelse til værelse og fra gårdsrum til gårdsrum var for mig et endeløst mirakel."
Væggene var opført i sten og dækket af relieffer, og hvert gårdsrum var af hvid marmor og omgivet af en kolonnade. Den egyptiske labyrint blev sammenlignet med kong Minos' labyrint i Knossos og tiltrak sig i antikken besøgende langvejsfra.
Trojaborge eller "jomfrudans" kaldes de labyrintlignende stensætninger fra forhistorisk tid, som arkæologerne har fundet i Norden. De enkelte stenrækker er lagt i spiral eller et system, som udgår fra en som regel korsformet grundplan, fx en lige nord for Visby på Gotland. En anden labyrint ligger ved Grebbestad i Bohuslän.
Disse er mytiske og må formodes at være tillagt en kraftig magisk betydning. Man har også fundet helleristninger med komplekse labyrintmønstre. Frem til middelalderen blev der bygget omkring 500 labyrinter i Norden, men tilsvarende former findes også ude i verden.
Romerske labyrinter fra middelalderen minder om en trojaborg; men gangene er overskåret, så man kan vende om flere gange.
Labyrintens snørklede veje fører ind til et centrum, der er målet for søgningen. Det er tilfældet med de store labyrinter i gulvene på flere af de franske katedraler (Chartres). Førstnævnte type findes i Danmark i parken til Egeskov Slot, hvor den første blev plantet i 1730. Den nuværende, tegnet af Piet Hein, er formodentlig Europas største. Sidstnævnte type ses som et kalkmaleri fra 1480’erne i Hesselager Kirke, skabt af Træskomaleren. Horne Kirke på Fyn har også fået en labyrint, beregnet til stille eftertanke.
Løsningen på gåden er som altid: koncentration – at slippe ud af en labyrint sker ved at holde den ene hånd på væggen uden at slippe. Dette vil i de klassiske labyrinter altid føre til en udvej.
Labyrintspil var tidlige spil/lege, hvor mennesket selv optrådte; senere brætspil, hvor mennesket blev erstattet af brikker. På papir blev spillene gjort to-dimensionelle. Med computeren blev de labyrintiske spil atter tre-dimensionelle.
Verdens største permanente labyrint, Samsø Labyrinten, er indrettet i en tidligere plantage ved Nordby. Større, midlertidige labyrinter er skabt i majs- og kornmarker.

## Klassiske labyrinter

### Trojaborg
Den ældste type labyrinter er Trojaborg, som har været den almindeligste type langt op i tiden. De findes også på den svenske ø Gotland.

## Middelalderlige labyrinter

### Romersk labyrint
Romerske labyrinter minder om en Trojaborg, men gangene er skåret over, så man skal vende flere gange. Denne er fra midelalderen.

## Andre labyrinter
I slutningen af 1800-tallet dukker de nye labyrinter op med flere gange, men man skal stadig ind til midten. Bemærk, at man også skal finde ud igen, når man har nået ind. Man tegnede ikke i bladene, så at bare kunne følge stregen ud igen.

## Nutidige labyrinter
- Tuborg Labyrinten blev bygget i 1993.
- Samsø Labyrinten.
- Labyrinten på Egeskov Slot.

## Tolkninger af labyrinten
Labyrinter er gennem tiderne blevet tillagt symbolværdier:
- Livets begyndelse.
- Urlivmoderen.
- Transformation.
- Udvikling.
- Livets ende.
- Det ondes inderste.

Sammenligninger med labyrinten:
- Vandets og vindens utallige hvirvler.
- Sneglehusets arkitektur.
- Edderkoppens spind.
- Menneskets hjerte-kar system.
- Meridiansystemet.
- Valnødden.
- Rismarkers arkitektur.

## Ekstern henvisning
- |  | Wikimedia Commons har medier relateret til: Labyrint |
- Fotos af labyrinten ved Fröjel Kyrka, Gotland Arkiveret 28. september 2020 hos  Wayback Machine
- The Labyrinth Society